# Skenaån

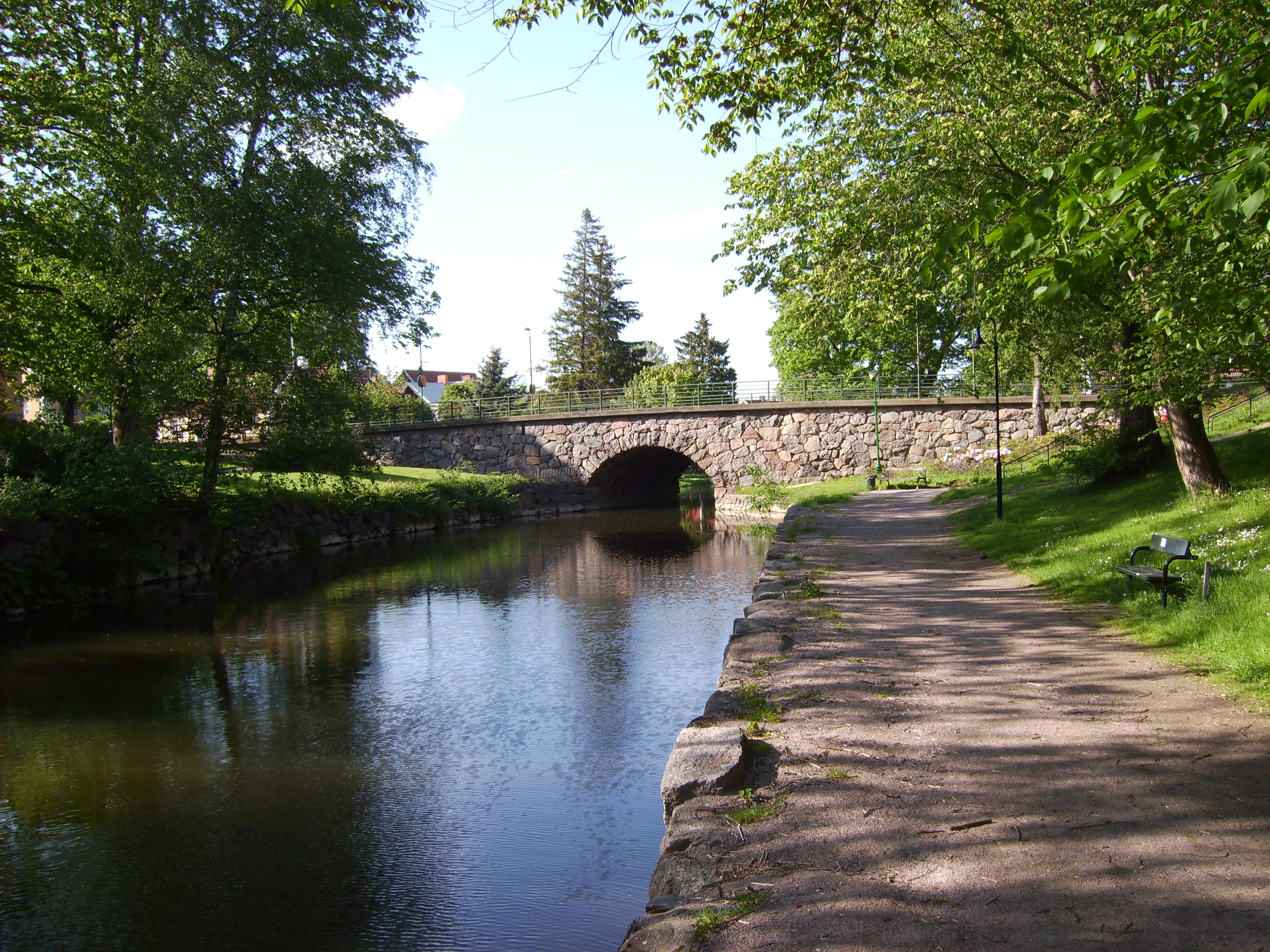
Skenaån rinner igenom centrala Skänninge.

Skenaån är ett vattendrag i Östergötlands län. Ån rinner genom jordbruksmarker på västra Östgötaslätten och är ett biflöde till Svartån. Väster om Skänninge förenas ett antal bäckar och diken till Skenaån som rinner genom Skänninge tätort för att mynna i Svartån nära Normlösa. Skenaån har ett meandrande lopp, framför allt nedströms Skänninge.